# Francisco Schmidt
Francisco Schmidt, nascido no Reino da Prússia como Franz Schmidt, (Osthofen, 3 de outubro de 1850 – São Paulo, 18 de maio de 1924) foi um fazendeiro, empreendedor e político prussiano naturalizado brasileiro, radicado em Ribeirão Preto. É denominado como o terceiro "rei do Café".

## Origens
Franz Schmidt (seu nome original) é o personagem central na história da fazenda Monte Alegre, em Ribeirão Preto. Ele nasceu a 3 de outubro de 1850, em Osthofen, então um pequeno vilarejo, hoje ainda uma pequena cidade, situada no distrito de Alzey-Worms, àquela época parte do Reino da Prússia, sendo hoje parte do estado da Renânia-Palatinado, no centro-oeste da Alemanha. Francisco Schmidt chegou ao Império do Brasil (1822-1889) em 1858, junto com seus pais Jakob e Gertrud Schmidt, inicialmente colonos na fazenda Ibicaba (localizada atualmente no município de Cordeirópolis e àquela época localizada no município de Limeira), propriedade do senador Nicolau Pereira de Campos Vergueiro. Foi nesta fazenda que Francisco Schmidt, aos oito anos de idade, entrou em contato pela primeira vez com o café, ajudando seus pais no cultivo de cafezais da tradicional família Campos Vergueiro.
Logo em seguida, a família Schmidt se transfere para a colônia São Lourenço, na fazenda Felicíssima, de propriedade do comendador Luís Antônio de Sousa Barros, em São Carlos do Pinhal (atual São Carlos). Os Schmidt adquiriram ainda uma pequena propriedade rural em Pirassununga, sendo que Francisco Schmidt permanecerá junto a seus pais até a idade de 23 anos. Em 1873, Francisco Schmidt casou-se com Albertine Kohl (nascida em Cubatão), de família prussiana oriunda da Turíngia, com a qual teve oito filhos. Inicialmente, o novo casal trabalhou na fazenda de Antônio Leocádio de Mattos, e, em 1875, transferiu-se para a fazenda de Rafael Tobias de Aguiar, ambas em Belém do Descalvado (atual Descalvado). Nesta última fazenda, Francisco Schmidt aprendeu novos ofícios, tais como mestre de máquinas e administrador. No ano de 1879, já adquire um armazém de secos e molhados, ainda em Descalvado. Neste período, começa a trabalhar também como corretor de café para a Theodor Wille & Co (sediada em Hamburgo, na Alemanha, com filiais em Santos, São Paulo e Rio de Janeiro), firma que será sempre a principal parceira de negócios e referência em logística para Francisco Schmidt.

## Theodor Wille & Co.
Seu proprietário-fundador, o também prussiano Theodor Wille (Kiel, 1818 – Hamburgo, 1892), atuou no ramo de café no Brasil desde 1838, tendo fundado sua empresa em 1844, no porto de Santos, onde foi vice-cônsul do Reino da Prússia, e, de volta à sua terra natal, em 1847, tornou-se importante mecenas de instituições públicas (escolas, museus, bibliotecas, cursos de fabricação de máquinas, etc.) em sua cidade natal, como consta, por exemplo, da doação de 1,8 milhões de marcos de ouro à Universidade de Kiel. O terreno do atual campus da Universidade de São Paulo em Ribeirão Preto foi outrora financiado por ele. Ainda hoje, passados mais de 160 anos, vários ramos de seu negócio pioneiro (logística em negócios internacionais) permanecem com o nome de seu fundador, como a Grundstücksgesellschaft Theodor Wille (Gmbh & Co.), uma das mais importantes firmas do mercado imobiliário em Hamburgo, bem como a multinacional Theodor Wille Intertrade GmbH (empresa alemã com filiais na Suíça e em Dubai), atuando em especial na área de logística militar (importante fornecedora das forças armadas dos Estados Unidos).

## Francisco Schmidt se torna fazendeiro
Em 1889, no ano da proclamação da república brasileira, Francisco Schmidt vendeu seu estabelecimento comercial em Descalvado e comprou sua primeira fazenda, denominada “Bela Paisagem”, em Santa Rita do Passa Quatro. No ano seguinte, em 1890, adquire a fazenda Monte Alegre, em Ribeirão Preto. A história da fazenda Monte Alegre, que chegou a ser a mais importante fazenda de café do Brasil, remonta à segunda metade do século XIX. Um de seus mais antigos proprietários foi o coronel da Guarda Nacional João Franco de Morais Otávio, que atuou no Rio de Janeiro e foi fazendeiro em Atibaia e Descalvado, antes de se estabelecer em Ribeirão Preto, no ano de 1869, concentrando na última suas atividades. Sabe-se que o coronel João Franco de Morais Otávio trouxe seu plantel de escravos de Descalvado para a fazenda Monte Alegre. Segundo o cronista Rubem Cione, João Franco de Morais Otávio, por ter sido um “escravocrata convicto”, deixou de receber o título de nobreza de barão de Dom Pedro II, por ocasião da vinda daquele monarca à Ribeirão Preto, em 1886. Portanto, a história da fazenda Monte Alegre se contextualiza nos últimos capítulos da escravidão no Brasil.
Todo o antigo terreiro da fazenda ainda hoje existente (não obstante em estado precário de conservação), construído por escravos, remonta aos tempos do coronel João Franco de Morais Otávio, bem como a parte central da construção da casa grade, então sede da fazenda. Já a antiga tulha e senzala desta época não existem mais (e se situavam nas proximidades da tulha atual). Destaca-se ainda que, em 1883, João Franco de Morais Otávio já inaugurava a luz elétrica em sua fazenda Monte Alegre, uma das mais progressistas do estado (é possível ainda que tenha sido o primeiro imóvel a possuir eletricidade no município ribeirão-pretano). Segundo os pesquisadores João Henrique Caldeira de Oliveira e Renato Leite Marcondes, a partir de 1879, no entanto, os problemas financeiros do fazendeiro João Franco de Moraes Otávio se agravaram. Seu saldo negativo, entre 1874 e 1899, correspondia a uma quantia bastante considerável: 657:079$852 (em réis), o que tornava João Franco de Moraes Otávio o maior devedor de toda a região de Ribeirão Preto. Àquela altura, o maior saldo positivo desta mesma região pertencia ao prussiano Francisco Schmidt, detentor da exuberante soma de 2.868:844$748 (ou seja, quase três mil contos de réis).
Em 1890, por um acaso do destino, a fazenda Monte Alegre passava das mãos do maior devedor para as mãos do maior saldo positivo da região de Ribeirão Preto, pois foi vendida justamente por João Franco de Morais Otávio para Francisco Schmidt. O valor do negócio foi de exatos 600 contos de réis. Em princípio, Francisco Schmidt comprou a fazenda Monte Alegre em sociedade com o coronel Arthur Aguiar Diederichsen, outro importante fazendeiro e empreendedor da colônia alemã em Ribeirão Preto. Passadas duas semanas, no entanto, Schmidt comprou a parte de seu sócio, passando a ser o único proprietário. A partir de 1890, sob administração de Francisco Schmidt, há um novo período na história da fazenda Monte Alegre, marcado pela prosperidade econômica e pelo desenvolvimento estrutural.
Francisco Schmidt, nos últimos anos do século XIX e nos primeiros anos do século XX, construiu não só a nova tulha (a atual Tulha, hoje Sala de Concertos do Departamento de Música da Faculdade de Filosofia, Ciências e Letras de Ribeirão Preto da Universidade de São Paulo), como também ampliou e melhorou a estrutura geral da casa grande, sede da fazenda (área dos museus, “Histórico” e do “Café”, atualmente sob administração municipal), bem como construiu a belíssima casa do administrador (atualmente sem fim específico, mesmo que sob administração da USP), entre outras tantas melhorias, tendo sido umas das principais figuras históricas relacionadas não só ao café como também à política e ao empreendedorismo público em Ribeirão Preto daqueles anos. Neste importante ano de 1890, Francisco Schmidt não só adquire a fazenda Monte Alegre, local que passa a ser sua residência (atual Campus da USP de Ribeirão Preto), como também, logo em seguida, com o financiamento da mesma Theodor Wille & Co., acaba comprando várias outras fazendas na região de Ribeirão Preto.
Em 1895, numa ação conjunta com Virgílio da Fonseca Nogueira, Luís Pereira Barreto, Augusto Ribeiro de Loiola e Flávio de Mendonça Uchoa, entre outros, Francisco Schmidt idealizou e patrocinou a construção do Theatro Carlos Gomes, no centro de Ribeirão Preto, inaugurado em 1897 (infelizmente demolido em 1942, por ordem do interventor federal do Estado de São Paulo, nomeado pelo então presidente do Brasil, Getúlio Vargas). Tal atitude de mecenas das artes coloca Francisco Schmidt ainda mais numa condição especial em relação ao futuro dos remanescentes da fazenda Monte Alegre no Campus da USP de Ribeirão Preto, bem como sua preservação e uso em projetos artístico-histórico-culturais de interesse público.
Em 1901, Campos Sales, então presidente do Brasil, nomeava Francisco Schmidt coronel-comandante da 72ª Brigada de Infantaria da Guarda Nacional. Tal fato demonstra a clara opção pela cidadania brasileira por parte de Schmidt, afirmando ele próprio: “o Brasil é a pátria de meus filhos, tornando-se também minha pátria, e aqui quero encerrar meus dias” (segundo pesquisa de Hildegard Werle Fauser). Em Francisco Schmidt, o espírito empreendedor se complementava com o do homem público. Outra construção importante que viabilizou de amplo interesse comunitário foi o reservatório de água no bairro de Higienópolis em Ribeirão Preto, edificado em 1904, viabilizando o fornecimento de água para cidade - ainda hoje em bom estado de conservação, administrado pelo DAERP, não obstante seus anexos esteticamente conflitantes. Outros projetos de Schmidt (concebidos e patrocinados) que podemos citar em Ribeirão Preto e que contribuíram para a modernização da cidade se deram na iluminação pública das ruas, na construção do mercado (já demolido), bem como seu apoio à Santa Casa de Misericórdia. De um anúncio intitulado Kaffe-Fazenden des Herrn Coronel Francisco Schmidt - Ribeirão Preto, publicado em alemão, no ano de 1905, sobre suas 15 fazendas distribuídas em oito municípios paulistas, num total geral de 22.461 hectares e contando com 7.361 colonos, podemos observar os seguintes dados específicos sobre a Monte Alegre, a mais importante entre suas propriedades rurais: “terreno: 8.218,32 hectares; Pés de café: 3.802.526; trabalhadores na colônia: 3934 cabeças; máquinas de processamento de café: seis peças”, onde se lê ainda que “a Fazenda Monte Alegre está dividida em 12 seções, todas elas interligadas por telefone” (de acordo com pesquisa de Hildegard Werle Fauser).
Além de atividades empreendedoras em café, Francisco Schmidt implantou o primeiro engenho de açúcar da região, o Engenho Central, em Pontal (então município de Sertãozinho), em 1906, e atuou ainda em outros ramos agrícolas, como pecuária e algodão. Em 1913, Francisco Schmidt já era considerado o maior produtor de café do Brasil e seria denominado informalmente de "rei do Café" (ou nas fontes alemãs Kaffekönig). Outra notícia de época há no Deutsche Zeitung de São Paulo. Segundo matéria publicada a dois de julho de 1914, foram convidados “o Illustrissimo Snr. Cel. Francisco Schmidt e sua Exma. Snra. Dna. Albertina para o baptismo da pedra fundamental para o Collegio Allemão”, com a presença do prefeito municipal e demais autoridades de Ribeirão Preto. No entanto, não há notícias de que tal escola tenha prosperado, ou sequer tenha sido construída.

## Atividades políticas em Ribeirão Preto
Schmidt atuou também ao longo de 25 anos como importante político local. Foi vereador em Ribeirão Preto por seis legislaturas, sendo nomeado presidente da Câmara Municipal em dois mandatos:
- Vereador na 7ª Legislatura da Câmara Municipal de Ribeirão Preto: 1892-1896;
- Vereador (suplente) na 8ª Legislatura da Câmara Municipal de Ribeirão Preto: 1896-1899;
- Vereador e vice-presidente na 9ª Legislatura da Câmara Municipal de Ribeirão Preto: 1899-1902;
- Vereador na 13ª Legislatura da Câmara Municipal de Ribeirão Preto: 1911-1914;
- Vereador e presidente da Câmara na 14ª Legislatura da Câmara Municipal de Ribeirão Preto: 1914-1917;
- Vereador e presidente da Câmara na 15ª Legislatura da Câmara Municipal de Ribeirão Preto: 1917-1920 (renunciou em 1917, por motivo de doença de sua esposa).

## Últimos anos em São Paulo e recepção póstuma
Com a morte de sua esposa, em 1917, organizou com seus filhos (Gertrudes Schmidt Whitaker, Anna Schmidt Ferreira Ramos, Guilherme Schmidt, Jacob Schmidt, Albina Schmidt Whately, Arthur Schmidt, Magdalena Schmidt Villares e Ernesto Schmidt) a Companhia Agrícola Francisco Schmidt, mudando-se já bastante doente, em 1923, para a cidade de São Paulo, onde faleceu no dia 18 de maio de 1924. Durante a divisão entre seus herdeiros, parte de seus bens foram para a Theodor Wille & Co., a firma que financiava seus investimentos desde o início e com quem, no final de usa vida, já somava débitos consideráveis devido à crise do café. O prefeito municipal de Ribeirão Preto (entre 1908 a 1909) e depois ministro da Marinha (entre 1921 e 1922), almirante João Pedro da Veiga Miranda (Campanha, 1881 – Ribeirão Preto, 1936), num discurso fúnebre numa igreja paulistana por ocasião do aniversário de um ano da morte de Francisco Schmidt, afirmou que “sua vida foi trabalho, honra e bondade”.
No entanto, se entre brasileiros Francisco Schmidt era considerado um exemplo de cidadania, entre os alemães nacionalistas de sua época foi considerado uma verdadeira “Vergonha Alemã” , título este de um artigo, datado a nove de outubro de 1925, assinado por um certo Dr. Paul Aldinger, pastor protestante alemão radicado em Santa Catarina, correspondente de Hammonia (hoje Ibirama, próximo a Blumenau) do jornal Stuttgarter Neues Tageblatt, de Stuttgart (Alemanha). Segundo o pastor em seu curioso artigo, Franz Schmidt, quando presidente da Câmara em Ribeirão Preto, chegou a declarar, em 1917, no momento em que assinava um manifesto de apoio à declaração de guerra do Brasil contra a Alemanha, que ele próprio enviaria “seus filhos e netos para o campo de batalha contra a Alemanha”. O correspondente catarinense do jornal conservador alemão não se conformava com a atitude do terceiro "rei do Café", prussiano e, portanto, alemão de nascimento e que em sua juventude não passava de um “jovem proletário”, por ter optado pelo Brasil naquele conflito, e, assim, “ignorando o que seja raiz de um povo, origem familiar, reconhecimento espiritual [de sua pátria] e sangue”.

### Destino da fazenda Monte Alegre
Findada a crônica sobre Francisco Schmidt, cabem aqui algumas últimas notas sobre a fazenda Monte Alegre, que entrou em decadência devido à crise do café nos anos 1920. Foi posteriormente vendida a João Marchesi (nascido Giovanni Pietro Marchesi), empresário, fazendeiro, usineiro e banqueiro italiano radicado desde criança em Sertãozinho, tendo estabelecido residência em Ribeirão Preto por volta de 1940. João Marchesi nasceu em Albano Sant'Alessandro, região da Lombardia, província de Bergamo, no norte do Reino de Itália, em 1887, e morreu em Ribeirão Preto, em 1983. Em 1940, a fazenda foi adquirida pelo Governo do Estado de São Paulo que, em 1942, instalou nela a Escola Prática de Agricultura da Universidade de São Paulo.
Remontam a este período o prédio central da FMRP-USP, a portaria principal do campus pela Avenida Bandeirantes, bem como uma série de construções em estilo neocolonial, como o Ginásio de Esportes, as diversas casas espalhadas pelo campus, a administração da PCARP, o Departamento de Patologia da FMRP-USP, entre outros. Desastrosa, neste período, foi a reforma das paredes internas da antiga casa grande, sede da fazenda Monte Alegre, com a colocação de curvas neocoloniais (incompatíveis com o estilo original do século XIX). Um fato histórico de interesse, narrado em depoimentos de diversos moradores da antiga fazenda Monte Alegre e que ali permaneceram também nos tempos da Escola Agrícola – não obstante este fato estar ainda pouco estudado através de documentos escritos - foi a presença confirmada de cerca de 50 alemães (talvez oriundos do navio alemão Windhuk, cujos marinheiros contrários ao nazismo solicitaram asilo político no Brasil, pois não pretendiam mais voltar à Alemanha sob ditadura hitlerista) durante um período aproximado de oito meses, no ano de 1942, momento em que Getúlio Vargas passa de aliado a inimigo declarado da Alemanha. Estes alemães estiveram alojados com toda certeza na tulha, segundo os depoimentos dos moradores (justamente a atual Sala de Concertos da Tulha do Curso de Música da USP, que àquela altura ainda não dispunha do anexo que só seria construído nos anos 1960 do século passado). Ainda segundo os moradores de Monte Alegre, estes alemães permaneceram “sob vigia de soldados armados” (de acordo com matéria do jornal Folha de S.Paulo, de 8 de dezembro de 2002). Ou seja, a Tulha funcionou como abrigo vigiado para este grupo de alemães num curto período da Segunda Grande Guerra (1939-1945), o que não deixa de ser mais um elo interessante com a Alemanha na história do campus da USP de Ribeirão Preto, já no momento da Escola Agrícola. E uma vez encerrada as atividades desta Escola Agrícola, fundou-se a Faculdade de Medicina de Ribeirão Preto no ano de 1952, inaugurando-se assim o novo Campus Universitário da USP no interior do Estado de São Paulo.

## Rei do Café
Francisco Schmidt foi reconhecido como o terceiro "rei do Café", depois de Joaquim José de Sousa Breves que foi o primeiro, e de Henrique Dumont, pai de Santos Dumont, que foi o segundo, e anterior ao italiano Geremia Lunardelli, o quarto e último.
Atualmente, na área restrita da sede da antiga fazenda Monte Alegre, que pertenceu a Schmidt, em Ribeirão Preto, estão instalados os museus histórico e do café, administrados pela Prefeitura Municipal de Ribeirão Preto.
Francisco é homenageado com o nome de uma praça na região central de Ribeirão Preto.